# Krywbas-2 Krzywy Róg
Krywbas-2 Krzywy Róg (ukr. Футбольний клуб «Кривбас-2» Кривий Ріг, Futbolnyj Kłub "Krywbas-2" Krywyj Rih) – ukraiński klub piłkarski z siedzibą w Krzywym Rogu, w obwodzie dniepropietrowskim. Jest drugim zespołem klubu Krywbas Krzywy Róg. Status profesjonalny otrzymał w roku 1998.
Zgodnie regulaminu klub nie może awansować do ligi, w której już gra I zespół klubu, oraz nie może występować w rozgrywkach Pucharu Ukrainy. 
W latach 1998—2001 oraz w sezonach 2003/2004 i 2005/2006 występował w rozgrywkach ukraińskiej Drugiej Lihi.
Obecnie występuje jako klub dublerów Krywbas Krzywy Róg.

## Historia
Chronologia nazw:
- 1998—2006: Krywbas-2 Krzywy Róg (ukr. «Кривбас-2» Кривий Ріг)

W 1998 roku zgłosił się do rozgrywek w Drugiej Lidze i otrzymał status profesjonalny.
Od sezonu 1998/99 występował w Drugiej Lidze. W sezonie 2000/01 klub przed rundą wiosenną zrezygnował z dalszych rozgrywek i został pozbawiony statusu profesjonalnego.
W 2003 roku klub ponownie zgłosił się do rozgrywek w Drugiej Lidze i otrzymał status profesjonalny.
W sezonie 2003/04 klub występował w Drugiej Lidze. Po zakończeniu sezonu zrezygnował z dalszych rozgrywek i ponownie został pozbawiony statusu profesjonalnego.
W 2005 roku klub po raz trzeci zgłosił się do rozgrywek w Drugiej Lidze i otrzymał status profesjonalny.
Po sezonie 2005/06 Krywbas-2 Krzywy Róg zrezygnował z występów, kiedy wprowadzono turniej dublerów. Drugi zespół występuje jako klub dublerów Krywbas Krzywy Róg.

## Sukcesy
- 3 miejsce w Pierwszej Lidze (2 x):

1998/99, 1999/00

## Inne
- Krywbas Krzywy Róg